# Ghab-vlakte
De Ghab-vlakte (letterlijk: Bosvlakte) is een vruchtbare depressie die voornamelijk in het district al-Suqaylabiyah in West-Syrië ligt. De rivier de Orontes stroomt naar het noorden en stroomt de vlakte binnen bij Muhradah, rond 25 km ten noordwesten van Hama .  

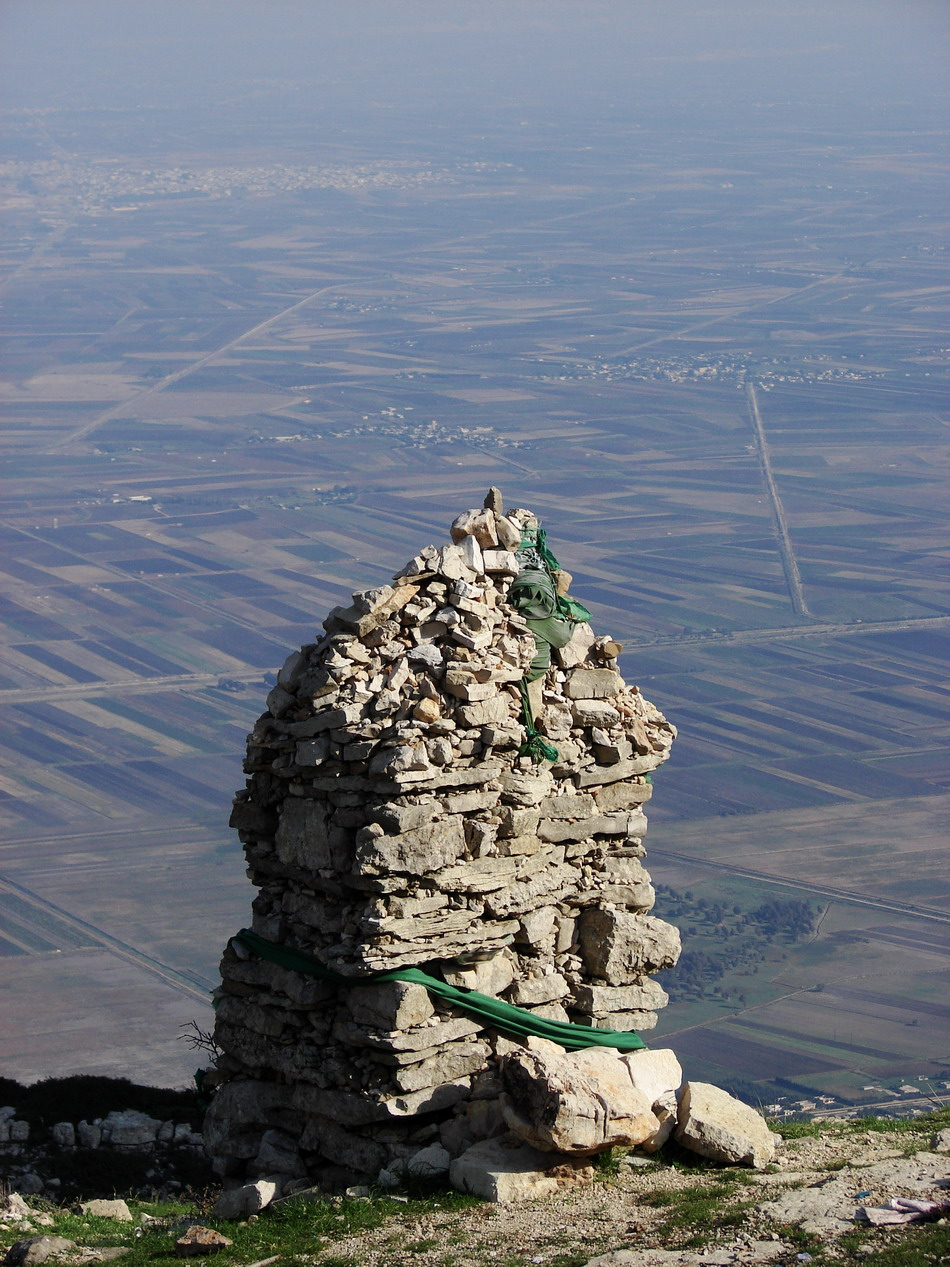
Sahl el-Ghab

De vallei werd eeuwenlang overstroomd door het water van de rivier de Orontes, waardoor het een moeras werd.  Het "Ghab-project", dat in de jaren vijftig begon, droogde de vallei af om er bewoonbaar land en landbouwgrond van te maken,  wat 41,000 hectare (160 extra opleverde. van geïrrigeerd landbouwgrond. 
De vallei scheidt het al-Ansariyah-gebergte in het westen van het Zawiyah-gebergte en het plateaugebied in het oosten.  Het is 63 km lang en 12.1 km breed. 

## Visserij
Vóór de afwatering was de Ghab het centrum van de meervalvisserij (Silurus glanis) (sallōr of samak aswad) van de Orontes-vallei. 

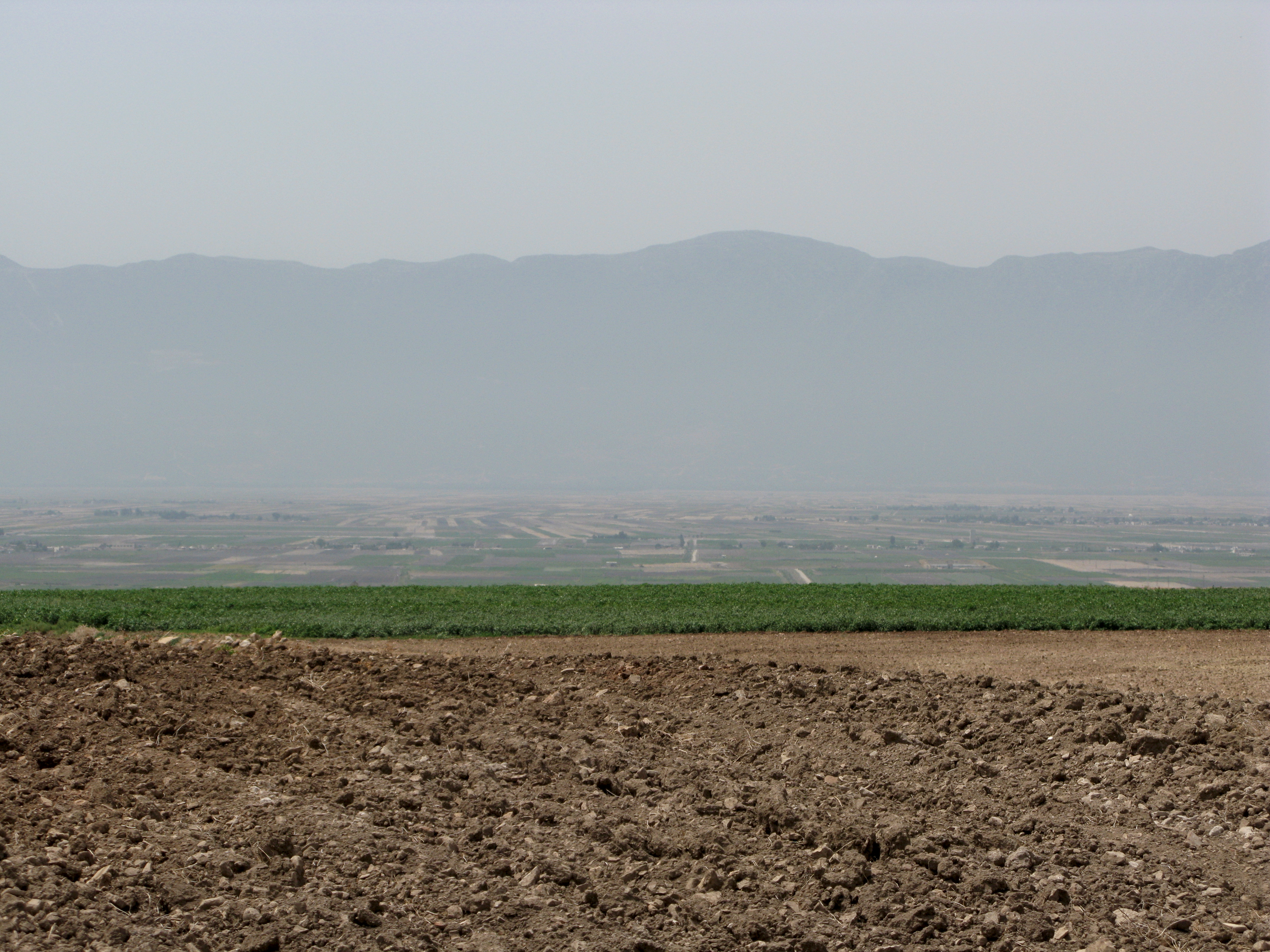
De Al-Ghabvlakte en het Syrische kustgebergte gezien vanuit Apamea, Syrië.

## Al-Ghab project
Het Ghab-project startte in 1953 en zorgde ervoor dat het gebied geschikt werd voor landbouw door de aanleg van nieuwe irrigatiesystemen. Het ontwerpwerk werd door Nedeco (ir. J.P. der Weduwen van DHV) gedaan. Het systeem omvatte stuwdammen, kanaalnetwerken voor irrigatie en voor drainage. Er werden 'grote stuwdammen gebouwd in Mahardah, Zayzun, Qarqur en andere dorpen. De dam bij Mahardah, gebouwd in 1961, is 40 m hoog en 200 m lang en heeft een inhoud 65,000,000 kubieke meter water.  De Zeyzoun-dam, gebouwd in 1996, was 32 m hoog en had een maximuminhoud van 71,000,000 kubieke meter water; het stroomde weg in juni 2002, wat leidde tot de dood van 22 mensen en de ontheemding van meer dan 2000 mensen toen er een groot gat in de dijk ontstond en 80 vierkante kilometer van het platteland stroomafwaarts.
Andere voordelen van het Ghab-project waren de verbeteringen in de communicatiesystemen door de aanleg van een wegen- en spoorwegnetwerk, iets wat voorheen niet mogelijk was vanwege de moerassen. Bovendien nam malaria af omdat er geen stilstaand water meer was. 

## Al-Rujvakte
Ten noordoosten van de Ghabvlakte ligt een andere kleinere vlakte, bekend als de al-Rujvlakte (Roujbekken).  Het ligt tussen de Ghabvlakte en de Amoukvlakte. Dit is een landbouwkundig welvarende enclave net ten westen van de stad Idlib. Er zijn veel oude archeologische vindplaatsen te vinden.